# Bäckefors
Bäckefors är en tätort i Bengtsfors kommun i Dalsland.
Dalslands sjukhus ligger i Bäckefors.

## Historik
År 1767 köpte ägaren till Billingsfors bruk, Leonard Magnus Uggla, frälsegodset Vättungen i Bäcke socken, och 1767 erhöll han privilegium för att anlägga ett spikbruk här. Ugglas dotterson Carl Fredrik Wærn d.ä. köpte 1823 in Bäckefors egendom och Baldersnäs. 1859 köpte hans arvingar, bl.a. Carl Fredrik Waern d.y., in Billingsfors bruk på konkursauktion. Baldersnäs Bolag bildades och detta omfattade Billingsfors, Bäckefors och Katrinefors järnbruk samt Skåpafors och Långeds sågverk, det vill säga större delen av dåtidens dalsländska industri. All export av bolagets produkter gick genom C Fr Waern & Co.
Under 1840-talet flyttades bruket 1,5 kilometer nedströms till en plats kallad Nya bruket. 1868 flyttades en del av smidet vid Bäckefors till Billingsfors varvid stångjärnstillverkningen upphörde och smältstycketillverkningen nedlades helt på 1870-talet. I stället övergick man helt till tillverkning av hästskosöm. 1876 startades en fabrik för industriell tillverkning av hästskosöm vid Nyfors, men tillverkningen lades ned redan 1880 och maskinerna såldes till Ryssland. 1887 inköptes fabriken av Anders Magnus Bjurström som här anlade A. M. Bjurström & Söners broddfabrik. 
1879 fick Bäckefors järnvägsförbindelse med den enskilda Dalslands järnväg, senare förstatligad och numera en del av Norge/Vänernbanan. Bäckefors var tidigare en järnvägsknutpunkt när även den nu nedlagda Lelångenbanan Bengtsfors–Bäckefors–Uddevalla fanns här. Under andra världskriget passerade dagligen tåg med tyska soldater.[källa behövs] I dagsläget finns inga tågstopp i Bäckefors, men samhället är planerat att få tillbaka ett tågstopp 2028.[källa behövs]
Nya bruket drevs vidare under skilda ägare mestadels som mekanisk verkstad och gjuteri, till dess att Anders Magnus Bjurström 1909 köpte upp bruket med dess egendomar för att här bedriva broddtillverkning under namnet Bäckefors Bruks AB. Sonen Anders Petter Bjurström anlade en spiksmedja vid Nyhammar, som hade Nyfors som huvudbruk.
Hästskosmidet upphörde på 1920-talet, broddtillverkningen på 1960-talet.
Bjurström hade redan 1915 sålt Bäckefors bruk till AB O. Mustad & Son, som dock lade ned verksamheten 1918 efter en brand. Det låg sedan öde längre tider fram till 1950, då AB Göteborgs Bult & Nagelfabrik i Göteborg flyttade över en del av sin verksamhet till Bäckefors. En fortsatt expansion ledde till att en ny fabrik uppfördes 1965-67, och i början av 1970-talet fanns här ett 70-tal anställda. 1946 anlades en kraftstation med en 512 meter lång vattentub för att leda vattnet från turbinerna.

## Befolkningsutveckling
| Befolkningsutvecklingen i Bäckefors 1960–2020 | Befolkningsutvecklingen i Bäckefors 1960–2020 | Befolkningsutvecklingen i Bäckefors 1960–2020 | Befolkningsutvecklingen i Bäckefors 1960–2020 | Befolkningsutvecklingen i Bäckefors 1960–2020 |
| --------------------------------------------- | --------------------------------------------- | --------------------------------------------- | --------------------------------------------- | --------------------------------------------- |
|                                               |                                               |                                               |                                               |                                               |
| År                                            |                                               |                                               | Folkmängd                                     | Areal (ha)                                    |
| 1960                                          | 1960                                          |                                               | 477                                           |                                               |
| 1965                                          | 1965                                          |                                               | 627                                           |                                               |
| 1970                                          | 1970                                          |                                               | 711                                           |                                               |
| 1975                                          | 1975                                          |                                               | 786                                           |                                               |
| 1980                                          | 1980                                          |                                               | 787                                           |                                               |
| 1990                                          | 1990                                          |                                               | 799                                           | 138                                           |
| 1995                                          | 1995                                          |                                               | 766                                           | 138                                           |
| 2000                                          | 2000                                          |                                               | 710                                           | 141                                           |
| 2005                                          | 2005                                          |                                               | 689                                           | 141                                           |
| 2010                                          | 2010                                          |                                               | 673                                           | 140                                           |
| 2015                                          | 2015                                          |                                               | 709                                           | 139                                           |
| 2020                                          | 2020                                          |                                               | 675                                           | 143                                           |
|                                               |                                               |                                               |                                               |                                               |

## I media
Filmen Kopps spelades in på denna ort.
Längdskidåkerskan Sandra Hansson växte upp i Bäckefors och tävlade inledningsvis i sin karriär för Bäckefors IF.